# Kína világörökségi helyszínei
Kína területéről eddig ötvenkilenc helyszín került fel a világörökségi listára, ötvenkilenc helyszín a javaslati listán  várakozik a felvételre.
| | A Ming és Csing-dinasztia császári palotái: a Tiltott Város és a Mukden palota |
| 1987, kiterjesztés: 2004 |                                                                                |
| Kulturális (I)(II)(III)(IV) |                                                                                |
| Védett terület: 89,96 ha, puffer zóna: 153,1 ha, hivatkozás: 439 |                                                                                |
| A helyszín két részből, a Ming-dinasztia pekingi császári palotájából, ismertebb nevén a Tiltott Városból és a Csing-dinasztia Senjangban álló palotájából áll. A Tiltott Város a kínai civilizáció egyik központja, öt évszázadon keresztül (1416 – 1911) a legfelsőbb hatalom székhelye volt. A négy világtáj irányába tájolt négyzet alapú, tájkerteket, díszes épületeket és közel tízezer szobát rejtő épületegyüttest a harmadik Ming-császár kezdte építtetni. Sárga tetőcserepei (amelyek kevés kivétellel csak császári épületeket fedhettek) és díszítőelemei a legfelsőbb világi hatalom szimbólumai. Az uralkodó sárkányos trónját a Legfőbb Harmónia Csarnokában állították fel. A fallal és vizesárokkal védett, számos műkincset őrző Tiltott város, a világ legnagyobb palotakomplexuma, jelenleg múzeumként működik. A hatvanezer négyzetméteres senjangi császári palotát a 17. század első harmadában kezdték építeni. 144 épület tartozik hozzá, a császári trón a Nagyszerű kormány csarnokában kapott helyet. A palota jellegzetessége, hogy egy gazdag könyvtárat is létrehoztak benne, ami felbecsülhetetlen értékű információkat nyújt a dinasztia történelméről és az észak-kínai törzsek életmódjáról. |                                                                                |

| | Az első Csin császár mauzóleuma |
| 1987 |                                 |
| Kulturális (I)(III)(IV)(VI) |                                 |
| Védett terület: 244 ha, puffer zóna: 4 325 ha, hivatkozás: 441 |                                 |
| Az i. e. 3. században uralkodó országegyesítő Csin Si Huang-ti császár már életében utasítást adott rendkívüli méretű sírkomplexumának megépítésére, amelyen munkások százezrei dolgoztak. Egy óriási mesterséges domb belsejében egy földalatti várost építettek meg, ami a birodalom kicsinyített mása volt. A domb a síremléknek csak a központi területe, többi része közül egyik a híres agyaghadsereg lelőhelye. A domb mint sírhely már korábban is ismert volt, de az agyaghadsereget véletlenül fedezték fel 1974-ben kútásás közben. A hadsereg körülbelül 7 600 egyénileg megformázott életnagyságú agyagfigurából áll, amelyeket harci szekerekkel, fegyverekkel és lovakkal együtt temettek el. Sok figura eredetileg festett volt, a katonák száma megegyezhet az egykori császári testőrség valós létszámával. Az egyénített figurák a kínai szobrászat legfontosabb alkotásai közé tartoznak, felszerelésük sokat elárul koruk haditechnikai színvonaláról. A hadsereget tartalmazó vermeknek eddig csak egy részét tárták fel, tőlük északra újabb gödröket találtak bennük ezerötszáz gyalogos katona, valamint tisztek és előkelőségek szobraival. A területen 1974-ben azonnal megkezdődtek az ásatások amelyek jelenleg is tartanak, a központi sírdombot egyelőre nem tárták fel. |                                 |

| | Mokao-barlangok |
| 1987 |                 |
| Kulturális (I)(II)(III)(IV)(V)(VI) |                 |
| Védett terület: 23 392 ha, hivatkozás: 440 |                 |
| A Mokao-barlangok Kanszu tartományban Dunhuang külterületén találhatók a selyemút egyik stratégiailag fontos szakasza mellett. A kereskedelmi, vallási és kulturális hatások találkozási pontjánál lévő barlangokat körülbelül másfél kilométer hosszan vésték a sziklafalba. Eredetileg több mint ezer barlangot és karmát alakítottak ki, ezekből mára 492 maradt meg. Díszítésük ezer év buddhista művészetéről ad képet és itt található a buddhista ábrázolások legnagyobb együttese. Egyes barlangokban még az 1930-as években is éltek szerzetesek, akik hagyományos szerzetesi életformát folytattak. A barlangokat a Buddha életéből vett jelenetekkel, a paradicsom ábrázolásával és világi témákkal díszítették, a több mint negyvenezer négyzetméternyi falfestmény és a körülbelül 2400 színes agyagfigura kínai, indiai és görög hatásokat is mutat. A szobrok mérete 10 centimétertől 33 méterig terjed. A 17. számú barlangban 1900-ban egy befalazott könyvtárat találtak, ahonnan ötvenezer a 4-10. századból származó felbecsülhetetlen értékű kézirat került elő. |                 |

| | Taj-hegy |
| 1987 |          |
| Vegyes (I)(II)(III)(IV)(V)(VI)(VII) |          |
| Védett terület: 25 000 ha, hivatkozás: 437 |          |
| A Santung tartományban emelkedő 1545 magas Taj-hegy a taoizmus öt szent hegyének egyike, a kínai civilizáció egyik szülőhelye. A kutatások során már 400 000 évvel ezelőtti emberi jelenlétre is találtak bizonyítékokat. A hegyen emlékműveket, ősi épületegyütteseket, kőszobrokat és jelentős régészeti helyszíneket azonosítottak. A történelmi korokban, az i. e. 2. századtól szertartási és ünnepi célokból a különböző dinasztiákhoz tartozó császárok évezredeken keresztül elzarándokoltak a hegyre és áldozatokat mutattak be. A látogatások emlékére feliratokat vésettek a sziklába, kőtáblákat állíttattak fel és templomokat építtettek. A közel száz templomból mára huszonkettő maradt meg. A hegy a buddhizmus és taoizmus jelentős központja, az uralkodókon kívül másoknak többek között tudósoknak is népszerű zarándokhelye volt. Látogatásuk ma is látható emléke a több mint ezer kőbe vésett felirat. A tájba harmonikusan illeszkedő kulturális örökséget Kína egyik legjelentősebb történelmi emlékének tekintik. |          |

| | A „Pekingi előember" lelőhelye Csoukoutienben |
| 1987 |                                               |
| Kulturális (III)(VI) |                                               |
| Védett terület: 480 ha, puffer zóna: 888 ha, hivatkozás: 449 |                                               |
| Peking közelében a csoukoutieni barlangban bukkantak rá az 1920-as években a történelem előtti ember, a Homo erectus fajhoz tartozó úgynevezett pekingi előember, a Sinanthropus pekinensis maradványaira. A barlang üledékes részében megtalált maradványok világszerte érdeklődést váltottak ki és megváltoztatták az emberi fejlődés akkor elfogadott időrendjét. A 230 ezer éven át lakott barlangban ezen kívül az i. e. 18 000 és 11 000 közé datálható Homo sapiens maradványokat is feltártak, valamint hamuüledéket és állati maradványokat is. A középső pleisztocén földtörténeti korban élő pekingi előember 150 centiméter magas lehetett, agyának térfogata egyharmaddal kevesebb volt mint a Homo sapiensé. Nem egyértelmű mennyire tudta használni a tüzet és élelemszerző módszerei sem tisztázottak. Hozzá köthető szerszámot csak egyfélét, egyszerű kézi baltát találtak, így az sem dönthető el tudott-e vadászni. A csoukoutieni barlangban és környékén ma is folynak az ásatások annak reményében, hogy az esetleges további felfedezések érthetőbbé teszik az emberi evolúció folyamatát. |                                               |

| | A kínai nagy fal |
| 1987 |                  |
| Kulturális (I)(II)(III)(IV)(VI) |                  |
| Védett terület: 2 151,55 ha, puffer zóna: 4 800,8 ha, hivatkozás: 438 |                  |
| A támadások ellen emelt védelmi falrendszer a modern kor előtti legnagyobb építkezési vállalkozás volt. Ezzel akarták megvédeni az országot a sztyeppei népektől, a katonai agressziótól és a kintről jövő kulturális hatásoktól. Már az i. e. 8. századtól épültek falszakaszok, később az i. e. 3. században Csin Si Huang-ti uralkodása alatt kezdték a korábbi, különálló falszakaszokat helyreállítani és összekapcsolni, majd a fal a következő csaknem kétezer évben a többszöri részleges pusztulás és újjáépítés szakaszain ment keresztül. Az i. sz. 3. században a munkálatok megakadtak ennek oka Kína katonai fölénye volt, ami egy ideig szükségtelenné tette az ilyen nagyszabású védelmi rendszerek építését és karbantartását. A Ming-dinasztia idejében a 15. és a 16. században a falrendszert újjáépítették, megerősítették és meg is nagyobbították, nagyrészt ekkor nyerte el ma is látható formáját. A Pohaj-tengertől a Sárga-folyóig terjedő szakasza kétezer kilométer hosszan átlagosan 7-8 méter magas és 6 méter széles volt. A fal tetején húzódó folyosó lehetővé tette a hírvivők és katonák gyors mozgását, a stratégiailag fontos helyeken a fal mellett erődrendszereket hoztak létre. A több mint hatezer kilométer hosszú fal a világ legnagyobb építménye, de ennek ellenére sem tudta megvédeni a birodalmat ellenségeitől. |                  |

| | Huang-hegység |
| 1990, kisebb módosítás: 2012 |               |
| Vegyes (II)(VII)(X) |               |
| Védett terület: 16 060 ha, puffer zóna: 49 000 ha, hivatkozás: 547 |               |
| Az Anhuj tartományban fekvő Huang-hegység Kína leghíresebb hegyvidéke, az ország képzőművészetének és irodalmának rendszeresen visszatérő motívuma. A tájképeken jellegzetes módon ábrázolt hegységben hetvenhét hegycsúcs emelkedik ki, magasságuk 1000 és 1850 méter között váltakozik. A hegység jellegzetességei különleges formájú sziklái és göcsörtös fenyői, ez utóbbiak kora ezer év is lehet. Az év nagyobb részében a völgyeket sűrű köd borítja, ez olyan illúziót kelt, mintha a hegycsúcsok víz fölött lebegnének. A táj szépsége már az i. sz. 8. században felkeltette az itt élők figyelmét, majd az évszázadok során számos pavilont és templomot emeltek a hegyen, ahonnan gyönyörködhettek a sziklák és növények látványában. A 13-14. században már hatvannyolc templom állt a területen. A hely jelenleg is népszerű zarándok és kirándulóhely. A sziklák mellett jelentősek hátságai, szurdokai, erdői, tavai, vízesései és változatos élővilága is, köztük veszélyeztetett fajokkal. Jellemző növényei a huang-hegységi táblásfenyő, páfrányfenyők és borókák, amelyek közül sok példány meredek szirteken fejlődött ki. |               |

| | Huanglung terület |
| 1992 |                   |
| Természeti (VII) |                   |
| Védett terület: 60 000 ha, hivatkozás: 638 |                   |
| A Szecsuan tartományban fekvő nemzeti park egy gleccservölgy, amelynek tengerszint feletti magassága 3000 métertől 5588 méterig terjed. A völgyet szegélyező magas hegyeket az év nagy részében hó borítja és itt található Kína legkeletibb gleccsere. A park fő nevezetessége egy 2,5 kilométer hosszú, 100 méter széles terület, amelyen egy néhány centiméter mély vízfolyás fut végig. A vízben lévő kalcit a jégkorszak idején – amikor az egész területet gleccser borította – teraszokat és lapos tavacskákat hozott létre amelyek az elszaporodott algáknak és baktériumoknak köszönhetik jellegzetes narancssárga, sárga, zöld vagy kék színüket. A nemzeti parkban ezen kívül látványos sziklaképződmények, vízesések és meleg vizes források, meredek falú víznyelők is megtalálhatók. A park növénytakarója nagyrészt sűrű erdő, gazdag ökoszisztémájának ikonikus állata a veszélyeztetett óriáspanda. Többi ritka állata között megtalálható az arany piszeorrú majom, az örvös medve, a párduc, a pusztai macska, az ázsiai vadkutya, a takin, széró és gorál is. |                   |

| | A Csiucsajkou-völgy területe |
| 1992 |                              |
| Természeti (VII) |                              |
| Védett terület: 72 000 ha, puffer zóna: 60 000 ha, hivatkozás: 637 |                              |
| A több mint 720 négyzetkilométeres északnyugat-szecsuáni nemzeti park egy Y alakot formázó három völgyből áll, a völgyek mentén álló hegyek tengerszint feletti magassága 2000 métertől 4800 méterig terjed. A park neve arra a kilenc falura utal, amely a védett övezetben egy hatvan négyzetkilométeres területen szóródik szét. A nagy magasságkülönbségnek köszönhetően a területen többféle erdei ökoszisztéma is kialakult. A folyóvizek kioldják a talajban lévő kalciumsót ami később széles teraszok formájában rakódik le. A park ezen kívül hófödte hegyeiről, több színben csillogó mintegy százhúsz taváról, kúp alakú karsztos alakzatairól és vízeséseiről is nevezetes. A legnagyobb vízesés nyolcvan méter magas. Az élénkzöld, kék és türkiz színben csillogó keskeny tavak egy része jég által vájt völgyekben fekszik, partjaikat esetenként sziklaomlások torlaszolják el. A félreeső és ezért elszigeteltebb völgyek sűrű növénytakarója a ritka növények mellett élőhelyet nyújt veszélyeztetett állatoknak is, köztük madárfajoknak, az óriáspandának, és az aranyszőrű majomnak. |                              |

| | Vulingjüan terület |
| 1992 |                    |
| Természeti (VII) |                    |
| Védett terület: 26 400 ha, puffer zóna: 12 680 ha, hivatkozás: 640 |                    |
| A Hunan tartományban lévő körülbelül 260 négyzetkilométeres nemzeti park háromezernél is több keskeny homokkő oszlopa és csúcsa miatt nevezetes. Ezek az erózió következtében ötszáz méter magas üledékrétegekből koptak le, a tornyok egy része még ma is több mint kétszáz méter magas. A parkban jelentős a karszttevékenység is, ennek során negyven barlang alakult ki, figyelemre méltó cseppkőképződményekkel. Legszebbek közülük a Sárga sárkány-barlang cseppkövei. A térség lakatlan mivel a hegyek közötti túl szűk és meredek völgyekben nem folytatható mezőgazdasági tevékenység. A hegyvidéket sűrűn behálózzák a patakok, amelyek kisebb tavakon és vízeséseken folynak keresztül. A park legismertebb természeti képződményei közé tartozik két híd, az egyik (Halhatatlanok hídja) egy száz méteres, míg a másik (Híd az égen keresztül) egy 357 méteres szakadék felett ível át. Ez utóbbi egyike a világ legmagasabb természetes hídjainak. A dús növénytakaróval borított védett terület több, a kihalás szélén álló állatfajnak is az élettere, megtalálható köztük a kínai óriásszalamandra, az ázsiai vadkutya, az örvös medve, a ködfoltos párduc és a kínai víziőz is. |                    |

| | A Vutang-hegység történelmi műemlékegyüttese |
| 1994 |                                              |
| Kulturális (I)(II)(VI) |                                              |
| Hivatkozás: 705 |                                              |
| A Hupej tartományban emelkedő Vutang-hegy műemlékegyüttese az egyik legfontosabb taoista központ Kínában. A hely már az i. sz. 1-3. században is lakott volt, ekkor taoista remeték éltek itt. A Tang-korszakban fontos zarándokhellyé vált, ennek bizonyítékai 7. századból származó épületei. Később a Ming-dinasztia uralkodása alatt a 15. század elejétől a korábban kieső területen császári rendeletre nagyszabású építkezések kezdődtek, amelyeken egy időben munkások tízezrei dolgoztak. A műemlékegyüttest ekkor kilenc palotával, kilenc templommal, harminchat kolostorral hetvenkét sziklatemplommal egészítették ki, napjainkra összesen száznál is több vallási hely maradt meg. Az épületek megközelítését az utak mellett több mint száz kőhíddal tették lehetővé. Leghíresebb épületei közé tartozik a Legfőbb Harmónia Kolostora, valamint az Arany Csarnok ami egy teljes egészében bronzból készült 14 négyzetméteres épület egy 1612 méter magas hegycsúcson. A vallási és világi épületcsoport kialakításakor a kínai építészetnek egy majdnem ezeréves szakaszából származó legszebb és legmagasabb művészi színvonalú stíluselemeit használták fel. |                                              |

| | A Potala palota történelmi épületegyüttese, a Csokhang templom és a Norbulingka palota |
| 1994, kiterjesztés: 2000, 2001 |                                                                                        |
| Kulturális (I)(IV)(VI) |                                                                                        |
| Védett terület: 60,5 ha, puffer zóna: 198,8 ha, hivatkozás: 707 |                                                                                        |
| A Lhásza-völgyben 3700 méter magasan álló, a 7. században alapított Potala-palota, a dalai láma rezidenciája egyszerre vallási és világi építmény, palota is és kolostor is egyben. Legfontosabb része a Fehér Palota, egy több mint 320 méter hosszú épület benne a dalai láma trónjával és magánlakosztályaival. Ez az épületrész az 5. dalai láma, Loszang Gyaco idejében épült a 17. században. A palotaegyüttes középső részét foglalja el az aranyszínű tetővel borított később épített Vörös palota az előző dalai lámák kápolnáival és síremlékeivel. A Potala palota közel 130 ezer négyzetméteren terül el, körülbelül ezer helyiségből áll és Tibet egykori kormányzásában betöltött központi szerepét szimbolizálja. A gazdagon díszített épületegyüttes 1959-ig a tibeti kormány székhelye volt, ekkor a 14. dalai láma Indiába menekült. 2000-ben és 2001-ben a helyszínt kiterjesztették így most már hozzá tartozik a Norbpulingka (Kincses Kert) és a Dzsokhang-templom is. A palotákból, kertekből, pavilonokból álló Norbulingka a folyóparton helyezkedik el néhány kilométerre a Potala palotától. Ez a 18. századi épületegyüttes volt a dalai láma nyári rezidenciája. A Dzsonkhang templom egy szintén a 7. században alapított buddhista építmény, egyike Tibet legfontosabb templomainak. |                                                                                        |

| | Csengtöi nyári rezidencia |
| 1994 |                           |
| Kulturális (II)(IV) |                           |
| Védett terület: 611,2 ha, hivatkozás: 703 |                           |
| A Hopej tartományban álló Csengtői nyári rezidencia a 18. században épült és a kínai késői feudális társadalom kivételes emléke. A több ezer ember elszállásolására alkalmas, a császári vadászterületek felé vezető úton álló palotaegyüttes az észak-kínai erdős táj és a dél-kínai kertművészet elemeit ötvözi. Évente a nagy melegben használták, amikor az uralkodó családjával, minisztereivel és kíséretével vadászni indult. Az épületegyüttes harmonikusan illeszkedik a tájba, és a bőséges vízutánpótlásnak köszönhetően lehetővé vált dél-kínai stílusú kertek létesítése, tavakkal, gátakkal, hidakkal, tornyokkal. A rezidencia központi része öt négyzetkilométeres, ezt egy fal vette körül. A falon kívül buddhista kolostorok és templomok épültek. Ezek főleg a birodalomhoz csatolt mongóliai és tibeti területekről érkező követek számára tették egyértelművé a császár hatalmát. A rezidencia központi része paloták, közigazgatási és szertartási épületek együttese, amelyek egyszerűbbek és bensőségesebbek mint a fővárosi építmények. Az épületegyüttes legszebb temploma az Egyetemes boldogság és hosszú élet temploma. Az Egyetemes béke templomának központi csarnokában kapott helyet Guanyin bódhiszattva 22 méter magas 42 karú szobra |                           |

| | Konfuciusz temploma, sírhelye és a Kong család rezidenciája |
| 1994 |                                                             |
| Kulturális (I)(IV)(VI) |                                                             |
| Védett terület: 183 ha, hivatkozás: 704 |                                                             |
| Konfuciusz családi rezidenciája Santung tartományban, Csüfuban, az egész Kelet-Ázsiában elterjedt kultusz központjában található. Itt is temették el a Kung családi sírkertben, Kína legrégebbi ma is használatban lévő temetőjében. Családtagjai és leszármazottai (akik császári megbízásra rituális szertartásokat szerveztek egészen a 20. századig) is ebben a temetőben nyugszanak. Halála után házát templommá alakították amiben megőrizték használati tárgyait is. Kultuszának legkorábbi ismert feljegyzett eseménye, amikor i. e. 195-ben a Han-dinasztia alapítója áldozatot mutatott be emlékére. Évszázadokkal később i. sz. 153-ban a templomot újjáépítették majd többször is átalakították, jelenlegi állapotában az épületegyüttes több mint száz épületből áll. Konfucius családjának, a Kung-családnak eredetileg kisméretű, a templom mellett álló háza az évszázadok során egy hatalmas rezidenciává fejlődött, ma már 152 épületből és 480 szobából áll. Császári engedély alapján fő csarnokát a 18. század első harmadától sárga mázas tető fedi. Az uralkodók évezredeken keresztül gazdag adományokkal és földbirtokokkal támogatták a szentélyt amely így Kelet-Ázsia legnagyobb Konfucius-szentélyévé fejlődött és meg tudta őrizni művészeti és történelmi jelentőségét. |                                                             |

| | Lusan Nemzeti Park |
| 1996 |                    |
| Kulturális (II)(III)(IV)(VI) |                    |
| Védett terület: 30 200 ha, puffer zóna: 50 000 ha, hivatkozás: 778 |                    |
| A Csianghszi tartományban, a Jangce-folyótól északra emelkedő 1 400 méter magas Lusan hegy a kínai civilizáció egyik vallási központja. Az azonos nevű nemzeti park különleges természeti szépségei (vízesései, sziklái, tavai stb.) mellett templomokból, kolostorokból és emlékhelyekből áll és évszázadokon keresztül inspirálta a költőket és a tájképfestőket is. A Huang-hegy mellett ez a helyszín volt az ami a tájképfestészet fejlődésére a legnagyobb befolyást gyakorolta. A hegyet számos ismert személyiség is felkereste, köztük filozófusok, politikusok és szerzetesek is, a taoisták és a buddhisták számára is fontos zarándokhelynek számított és számít ma is. A hely egyik meghatározó épületegyüttese a Keleti Liget-templom amelyet a 4. században alapítottak és épületeit évszázadokon keresztül bővítették. A hegy épületei harmonikusan illeszkednek a tájba, a hegyvidéket egészen a közelmúltig gondosan megválasztott kulturális elemekkel díszítették. |                    |

| | Omej-hegy a löshani óriás Buddha és környezetük |
| 1996 |                                                 |
| Vegyes (IV)(VI)(X) |                                                 |
| Védett terület: 15 400 ha, puffer zóna: 46 900 ha, hivatkozás: 779 |                                                 |
| A Szecsuan tartományban álló sziklákkal, hasadékokkal, patakokkal tagolt 3000 méter magas Omej-hegy volt a kínai buddhizmus első központjainak egyike és ma is jelentős zarándokhelynek számít. Ez a kínai buddhizmus négy szent hegye közül a legmagasabb, a különlegesen látványos természeti környezetben az i. sz. 1. században kezdett kialakulni egy spirituális központ és már a 2. századtól megszentelt helynek számított. Az évszázadok során egyre több kulturális értéket építettek és halmoztak fel a közelben, jelenleg több mint kétszáz kolostor és remetelak áll a területen. Az épületek legnagyobb része a 17. századból származik, de vannak köztük olyanok is, amelyeket még a 6-7. században emeltek. A legenda szerint itt tanított Szamantabhadra a törvény bodhiszattvája is, aki a hegy védőszentjévé vált. A hegy változatos növény-, és állatvilágáról is ismert, ezeréves fái mellett vörös macskamedvék, örvös medvék és ázsiai aranymacskák is élnek a területén. A hegytől 35 kilométerre található a 71 méter magas löshani óriás ülő Buddha szobor, a világ legnagyobb Buddha szobra, amelyet a 8. században faragtak ki egy hegyoldalból a Mincsiang, a Tatu és a Csingji folyók összefolyásánál. |                                                 |

| | Ping Jao ősi városa |
| 1997 |                     |
| Kulturális (II)(III)(IV) |                     |
| Védett terület: 245,62 ha, puffer zóna: 95,99 ha, hivatkozás: 812 |                     |
| Ping Jao a már az időszámításunk előtt is létező település sokkal később, a Ming- és a Csing-dinasztiák korában (14-20. század) vált korának jellegzetes városává és jó állapotban megmaradt építészeti emlékeinek köszönhetően átfogó képet nyújt a kínai történelem meghatározó időszakának életéről. A 14. században egy több mint hat kilométer hosszú védőfallal kerítették körbe, az átlagosan 5 méter vastagságú fal magassága elérte a 12 métert. A falat 72 bástyával erősítették meg, a városba hat kapun keresztül lehetett bejutni. Városszerkezetére a gondos tervezés jellemző, a hat kilométeres fal mögött kiépült település nagysága megegyezett a kor előírásainak hivatalos méretével. A város megélhetését a kereskedelem és a banktevékenység biztosította, a 19. század végére viszont a kereskedelmi központok és útvonalak áthelyeződése miatt (Hongkong és Sanghaj megerősödése) gyors hanyatlásnak indult. A felhalmozott vagyonnak köszönhetően Ping Jaoban látványos középületek, templomok és lakóházak épültek, a városképre a fekete téglaépületek jellemzőek. A gyors hanyatlás következtében a modernizáció elkerülte, ennek köszönhető nagyszámú történelmi épületének fennmaradása. |                     |

| | Szucsou klasszikus kertjei |
| 1997, kiterjesztés: 2000 |                            |
| Kulturális (I)(II)(III)(IV)(V) |                            |
| Védett terület: 11,92 ha, puffer zóna: 26,83 ha, hivatkozás: 813 |                            |
| A helyszínhez a 11. és a 19. század között kialakított parkok tartoznak a Jangce folyó alsó szakaszánál található Szucsouban. A kerteket hivatalnokok, nyugalmazott tisztségviselők, kereskedők megbízásából hozták létre és művészien elrendezett szikláikkal, növényeikkel, tavaikkal és épületeikkel napjainkig megőrizték a régi korok atmoszféráját. A Kavargó hullámok pavilonjának kertje a 11. század közepéről származik, neve a korrupcióra utal. Kína egyik legszebb kertjének tartják a Szerény hivatalnok kertjét, amelyet a 16. század elején építették át ma is látható formájára. Az 1342 körül kialakított Oroszlánliget sziklaalakzatairól nevezetes. A 18. századi Páros visszavonulás kertjének meghatározó eleme egy épületekkel körbevett tóból kiemelkedő hegy. A 17. századi Művelés kertjének egynegyedét egy tó foglalja el, míg a Visszavonulás és elmélkedés kertje egyike a legkisebb és legnépszerűbb kerteknek. A világörökségi helyszínhez tartozik ezen kívül a Megmaradt kert, a Hálók mesterének kertje nagyméretű faragott köveivel, ami a tulajdonos udvarnál betöltött rangját szimbolizálja és a 16. században gondosan megtervezett, részletgazdag Átfogó szépség hegyi villája. |                            |

| | Licsiang óvárosa |
| 1997, kisebb módosítás: 2012 |                  |
| Kulturális (II)(IV)(V) |                  |
| Védett terület: 145,6 ha, puffer zóna: 582,3 ha, hivatkozás: 811 |                  |
| A Közép- és Dél-Ázsia határterületén a mianmari határ közelében fekvő Licsiang, a Kínai Birodalom egykori előretolt állása az ország egyik legjobb állapotban megmaradt történelmi központjával rendelkezik. A hegyek között kialakult településnek nem volt szüksége védőfalakra, vízellátásáról a részben ma is használt bonyolult és gondosan tervezett ősi vízrendszere gondoskodott. A tisztaságot csatornahálózat biztosította. Épületei különböző kultúrák építészeti hagyományai egyesíti, köztük az itt megtelepedett nahszi nép egyszerű, gerendaszerkezetes építészetét. A legtöbb épület kétszintes, kövezett alapon áll, favázas szerkezetű, földszintjén vályogból, felső szintjén palánkokból kialakított falakkal. A multikulturális helyszínen tíznél is több etnikai csoport élt. A szűk utcák labirintusszerűen alakultak ki, a település egyik központja a piactér, ami egyben a tartomány legfontosabb kereskedelmi helye volt. A kereskedők negyede a település északi részén épült ki. A Licsiangi tartományi hivatal 13. század végén emelt épületéből mára csak egy pavilon, egy torony és kőárkádok maradtak fenn. A város egy 1997-es földrengésben károsodott, azóta megrongálódott épületeinek nagyobb részét helyreállították. |                  |

| | Nyári Palota és a Császári Kertek Pekingben |
| 1998 |                                             |
| Kulturális (I)(II)(III) |                                             |
| Védett terület: 297 ha, puffer zóna: 5 595 ha, hivatkozás: 880 |                                             |
| A pekingi Nyári Palotát és a Császári kerteket, a császári Kína utolsó nagy palotaépítményét a 18. század közepén, 1750-ben kezdték el kialakítani. A Keleti Palota-kapun keresztül megközelíthető épületegyüttest körülvevő kert három négyzetkilométeren terül el, háromnegyedét víz borítja. A palota épületrészei a pavilonok, a csarnokok, a templomok és a hidak harmonikus egységet alkotnak környezetükkel, a kert óriási méretei a császári hatalom nagyságát szimbolizálják. A kínai kertművészetnek ezt a remekművét három fő részre osztották, kormányzati rész, pihenő rész és a császári rezidencia. 1860-ban a második ópiumháború idején az épületegyüttes súlyos károkat szenvedett, újjáépítése 1885-ben kezdődött el. Jelenlegi formáját egy 19. század végi átépítésnek köszönheti, amelyhez a hadiflotta fejlesztésére szánt forrásokat használták fel. A palota központi épülete a Hatalmas Fényesség Tavánál álló Hosszú Élet Terme, egy 728 méter hosszú oszlopcsarnok, amely több kínai irodalmi és képzőművészeti alkotásban is szerepel. A palotában és kertjében többször feltűnnek a hosszú élet szimbólumai például a fenyő és a bambusz, a kertben élő formában a épületekben díszítőelemként. |                                             |

| | Mennyei Béke temploma Pekingben |
| 1998 |                                 |
| Kulturális (I)(II)(III) |                                 |
| Védett terület: 215 ha, puffer zóna: 3 155,75 ha, hivatkozás: 881 |                                 |
| A Peking déli részén álló, a császári palotánál is nagyobb területen fekvő épületegyüttes az építészet és a kertművészet ötvözetének egyik rendkívüli alkotása. Középpontjában fehér márvány oltárterasz áll amely a menny és a föld közötti kapcsolatot szimbolizálja. Az oltár építése 1420-ban fejeződött be. Az emelvényen az istenek, a természeti jelenségek (Nap, Hold, villámlás stb.) és a császári ősök emléktábláit állították fel. A táblákat jelenleg a Császári Égbolt Termeiben és mellékcsarnokaiban őrzik. Az épületegyüttes központi eleme az emelvény közepén álló Jó Termés Imaháza, az ország egyik legharmonikusabb épülete. Négy fő oszlopa az évszakokat, belső oszlopai a hónapokat, a külsők (12 oszlop) az órákat jeleníti meg. A kínai hitvilág szerint a föld szögletes, a menny kerek és ez tükröződik vissza a négyszögletes kert középpontjában emelkedő koncentrikus hengerekből álló épület elhelyezkedésében. A császár minden évben itt imádkozott jó termésért, a téli napfordulón áldozatokat mutatott be, így az épület a császárnak a menny és a föld közötti kapcsolatban betöltött szerepét is megjelenítette. |                                 |

| | Dacu sziklafaragványai |
| 1999 |                        |
| Kulturális (I)(II)(III) |                        |
| Védett terület: 20,41 ha, puffer zóna: 211,12 ha, hivatkozás: 912 |                        |
| A Csungkingtől 100 kilométerre található Dacu sziklafaragványai a kínai sziklafaragó művészet csúcspontjának tekinthetők. Az északi sziklatemplomoktól eltérően a szobrokat nem üregekben alakították ki, hanem egy körülbelül 500 méter hosszú 7-30 méter magas függőleges sziklafalból vésték ki. A legkorábbi szobrok a Tang-dinasztia uralkodásának elejére, i. sz. 650 körülre datálhatók, a legtöbb a 9. század vége és a 13. század vége között készült. Alkotóik az indiai buddhizmus, valamint a kínai taoista és konfucianista gondolkodás ötvözésével csodálatos képi világot hoztak létre. Összesen mintegy tízezer faragvány ismert, a legnagyobb közülük egy 31 méter hosszú fekvő Buddha. A faragásoknak több mint a fele a tantrikus buddhizmus tanait hirdeti. A legtöbb szobor a Buddhát ábrázolja legtöbbször egyszerű szerzetesi öltözékben. Az alakok között megtalálható bodhiszattvák is, valamint más őrző istenségek, a többi jelenet egy része a buddhista mennyországot és poklot ábrázolja, és megjelennek a mindennapi életből vett világi témák is. Ez utóbbiak fontos információforrások a korabeli életmód tanulmányozásához. |                        |

| | Vuji-hegy |
| 1999, kisebb módosítás: 2017 |           |
| Vegyes (III)(VI)(VII)(X) |           |
| Védett terület: 107 044 ha, puffer zóna: 40 170 ha, hivatkozás: 911 |           |
| A délkelet-kínai Fucsien tartományban emelkedő Vuji-hegy a térség fajokban leggazdagabb élőhelye. Legmagasabb pontján egy érintetlenül megmaradt szubtrópusi ökoszisztéma található ami egyike a világ legkiterjedtebb szubtrópusi területeinek. Átlagos tengerszint feletti magassága alacsony, mindössze 350 méter, ennek köszönhetően a hőmérséklet még télen is kedvező az itt élő mintegy 2500 növényfaj, ötezer rovarfaj és 475 gerinces faj számára. A biológiai szempontból rendkívül jelentős terület számos Kínában őshonos, kihalóban lévő faj élőhelye, köztük a ködfoltos párducé, a kontyos muntyákszarvasé és a kínai óriásszalamandráé. A védett övezet különleges szépségét annak a harminchat sziklacsúcsnak köszönheti amelyek kilenc kanyarulatú tiszta vízű folyójának két oldalán emelkednek. Barlangjai közül az egyik kagyló alakú, tetején egy forrással, a másik csak fél méter széles és száz méter hosszú. A helyszínen a neokonfucianizmus terjedésének bizonyítékai nagyrészt romos állapotban lévő szentélyek és kolostorok is megtalálhatók. Az egykor itt élők befolyása kiterjedt a politikára és filozófiára is és népszerű hely volt a tudósok körében is. |           |

| | Dél-Anhuj ősi falvai – Hsziti és Hungcun |
| 2000 |                                          |
| Kulturális (III)(IV)(V) |                                          |
| Védett terület: 52 ha, puffer zóna: 730 ha, hivatkozás: 1002 |                                          |
| Az Anhuj tartomány délkeleti részén fekvő két település a kínai feudalizmusról ad képet, jellegzetességeik úthálózataik, dél felé néző házaik és vízellátó rendszereik. A két fennmaradt falu ritkaságnak számít Kínában, mivel az ilyen jellegű hagyományos lakóhelyek nagyrészt elpusztultak a 20. század folyamán. Az épületek és a településszerkezet egy hosszan tartó viszonylag nyugodt időszak viszonyait tükrözik, a kétszintes téglaházak a kínai építészet kétezer év alatt alig változó formáit követik. A szellősen elhelyezkedő favázas házak falai téglából készültek, az utcákat gránitlapokkal borították be. A tehetős kereskedők által emelt házakra tájolásuk mellett a magas tetőt, a rácsos ablakok, a lőrésszerű nyílások jellemzőek. A gazdag díszítés a családok magas rangjára utal, akik a dél-anhuji kereskedőhercegek osztályához tartoztak. A legtöbb ma is látható épület a 15. és a 17. század között épült, a vízellátó rendszer korábbi, már a 14. században is létezett. Hungcun falu közepén egy nyitott csatorna fut keresztül ez hozta létre a központban található Hold-tavat és a településtől délre fekvő Déli-tavat. |                                          |

| | A Ming és Csing császári sírok, köztük a Ming-dinasztia sírhelyei és a Ming Hsziaoling-mauzóleum |
| 2000, kiterjesztés: 2003, 2004 |                                                                                                  |
| Kulturális (I)(II)(III)(IV)(VI) |                                                                                                  |
| Védett terület: 3 434,93 ha, puffer zóna: 23 429,4 ha, hivatkozás: 1004 |                                                                                                  |
| A Ming- és Csing-dinasztiák (1368-1911) császári sírjai hét helyen találhatók meg Kelet-Kínában. A legnagyobb Ming-kori síremlék a Hopej tartományban található Hsziaoling-mauzóleum, a dinasztia legegységesebb sírcsoportját pedig Peking közelében alakították ki. A régi és egy új sírkamrát is tartalmazó Hszianlig-mauzóleumot a 16. század közepén egy harminc épületből álló császári temetkezési hellyé fejlesztették. A Csing-dinasztia sírkerületeit Peking közelében építették fel, tizenöt mauzóleumban összesen 161 személyt temettek el. A nyugati sírcsoporthoz egy buddhista templom is tartozik, valamint egy ideiglenes császári rezidencia. A síremlékek kialakításakor ügyeltek az épületek és a környező táj harmóniájára. Mindet a fengsuj hagyomány alapján síkságokra vagy völgyekbe tervezték, amelyen legalább egy folyó található, északon egy magasabb hegylánccal délen egy alacsonyabb heggyel. A gondosan kialakított síremlékeket egy több kilométeres úton a Lelkek útján lehetett megközelíteni. Az ilyen típusú síremlékek a Kínában öt évszázadon keresztül elfogadott filozófiát és hatalomfelfogást testesítik meg. |                                                                                                  |

| | Lungmen-barlangok |
| 2000 |                   |
| Kulturális (I)(II)(III) |                   |
| Védett terület: 331 ha, puffer zóna: 1042 ha, hivatkozás: 1003 |                   |
| A Kína keleti részén Lojang város mellett található Lungmen-barlangok más néven Sárkánykapu-barlangok alkotják az ország egyik legnagyobb barlangtemplom-együttesét. Egy nagyjából ezer méter hosszú sziklafalban több mint kétezer sziklabarlangot és falfülkét alakítottak ki, (1352 barlang, 750 fülke), díszítésük a kínai kőfaragás egyik csúcspontjának tekinthető. A legtöbb templom kisméretű, fülkeszerű, de van köztük olyan is (Ősök tisztelete-szentély), ami eléri a harminc méteres hosszúságot is. A hely másik remekműve a Tízezer Buddha barlangja négyszögletes falain több ezer domborművel. A barlangokat falfestményekkel és Buddha-szobrokkal is díszítették. Összesen majdnem tízezer szobrot állítottak fel, ezen kívül számos feliratot is véstek a sziklákba. A barlangtemplomokat az északi Vej-dinasztia idejében kezdték el kialakítani (az 5. század végétől), majd a Szuj- és Tang-dinasztiák alatt (6-9. század) tovább bővítették. A barlangszentélyekben alkalmazott szobrászati díszítés a helyi, magas fokú művészi kreativitású, úgynevezett Lungmen-stílusban készült, ez a kifejezésmód inspirálta Észak-Kína buddhista stílusú szobrászatát is. |                   |

| | Csingcseng-hegy és a Tucsiangjen-öntözőrendszer |
| 2000 |                                                 |
| Kulturális (II)(IV)(VI) |                                                 |
| Hivatkozás: 1001 |                                                 |
| A helyszín a Tibeti-fennsík keleti peremén található Csengtu város közelében. A változatos növény- és állatvilággal rendelkező térségre hosszú időn keresztül a gazdasági és szellemi függetlenség volt jellemző. A hegy egyike Kína taoista hegyeinek, erre a 3. és a 8. század között épült templomai emlékeztetnek. Legfontosabb szentélye a Mennyei Mester Barlangja a 2. században élt Csang Tao-ling lakhelye. Ő volt a taoista tien-si „öt mérő rizs” szekta megalapítója, vallási irányzata a mai napig a legelterjedtebb taoista irányzatnak számít Kínában. A bőséges vízhozamú Min-folyót szabályozó öntözőrendszert az i. e. 3. században kezdték kialakítani a hegytől keletre a Szecsuani-medence peremén. Jelenleg is ez a rendszer szállítja a vizet a Csengtu-síkság termékeny földjeire. A vízfolyásokat egy mesterséges szigettel választották el egymástól, amelyek vizét különböző csatornákba továbbítják. |                                                 |

| | Jünkang-barlangok |
| 2001 |                   |
| Kulturális (I)(II)(III)(IV) |                   |
| Védett terület: 348,75 ha, puffer zóna: 846,81 ha, hivatkozás: 1039 |                   |
| A Senhszi tartományban található 252 barlangból álló műemlékegyüttes a világ legnagyobb mesterséges barlangrendszere. A Tatung városban álló barlangtemplomokat az i. sz. 5. század közepén kezdték kialakítani, létrehozásukban tízezer munkás vett részt. Az első öt templom már öt év alatt elkészült, a többi kialakítása körülbelül még harmincöt évig tartott. A templomokat Ven Cseng-ti uralkodó parancsára vájták ki a sziklából a Vuzsou-hegy oldalában, hogy vezekeljen nagyapja vétkéért aki birodalmában betiltotta a buddhizmust. A munkálatokat az udvar finanszírozta. A barlangok körülbelül egy kilométer hosszan U alakban helyezkednek el, mindegyiknek van ajtaja és ablaka is. Négy iker és egy hármas barlangot is kialakítottak. Később, a Liao-dinasztia idejében a barlangok elé fából épített menedékhelyeket készítettek. A templomokat összesen körülbelül 51 000 szoborral díszítették, méretük a 20 centiméterestől a 17 méteresig terjed. A legnagyobb Buddha szobornak csak a lába 4,5 méter hosszú. A szobrok közül némelyik az uralkodó dinasztia tagjainak arcvonásait viseli. A legtöbb szobrot tartalmazó üregben 12 ezer kisméretű Buddha-szobrot találtak, 83 művész hatévnyi munkájának eredményét. |                   |

| | „Három párhuzamos folyó” Jünnan Természetvédelmi Területen |
| 2003, kisebb módosítás: 2010 |                                                            |
| Természeti (VII)(VIII)(IX)(X) |                                                            |
| Hivatkozás: 1083 |                                                            |
| A világörökségi helyszín nevét a Jünnan tartományban egy szakaszon csaknem párhuzamosan folyó Mekongról, Jangcéről és Szalvenről kapta. A terület geológiailag rendkívül változatos (karsztjelenségek, erodált felületek, homokkő képződmények stb. ) ezen kívül a világ egyik leggazdagabb biodiverzitású mérsékelt égövi élőhelye. A jégkorszakban a terület folyosóként szolgált az eljegesedés elől délre vándorló állatok számára. A helyszín négy párhuzamos hegyláncon húzódik keresztül, amelyekben a folyók helyenként háromezer méter mély szurdokokat vájtak ki. Ezek a hegyláncok a hely meghatározó tájelemei, amelyek erőteljes lemezmozgások következtében jöttek létre. A térség legmagasabb pontja 6740 méter magas, az 5000 méternél magasabb hegycsúcsok száma 118. A védett övezet a palearktikus és a keleti régió életföldrajzi határánál helyezkedik el, így a mérsékelt övi élővilág mellett a trópusi is megtalálható a területen. Egyike a világ legzavartalanabb életközösségeinek nagyszámú helyi fajjal, ezen kívül jelentős természetes génbanknak is számít. A védett övezet hét éghajlati zónára osztható körülbelül hatezer növényfajjal. Állatvilága eurázsiai, az ország összes állatfajának negyede megtalálható itt. |                                                            |

| | Az ókori Kogurjo Királyság fővárosai és királyi síremlékei |
| 2004 |                                                            |
| Kulturális (I)(II)(III)(IV)(V) |                                                            |
| Védett terület: 4 164,85 ha, puffer zóna: 14 142,44 ha, hivatkozás: 1135 |                                                            |
| Kogurjo a régi Korea három királyságának egyike volt az i. e. 1. századtól az i. sz. 7. századig. Fénykorában a mai Kína területének egyes részei is a fennhatósága alá tartozott. A világörökségi helyszín a királyság három, jelenleg még csak részlegesen feltárt városának (Vunu-hegy városa, Kuonej, Vantu-hegy városa) maradványaiból és negyven síremlékből áll. A terület az eltűnt kogurjo-civilizáció egyik kivételes emléke. A negyven sír közül tizennégy királysír található, a többi nemesek számára épült. Egyes sírok nagy súlyt megtartó mennyezetének kialakítása komoly mérnöki teljesítmény volt mivel oszlopok nélkül is sikeresen hidaltak át nagyobb távolságokat is. A sírokat kövekkel vagy földdel borították, a földalatti sírkamrák falait festményekkel díszítették. Városaik kialakítása később mintául szolgált a környező településeknek, síremlék-építészetüket viszont erősen befolyásolták a közeli kulturális hatások. Kuonej egyfajta második főváros szerepét töltötte be a birodalomban, Vunu-hegy városa csak kevéssé ismert, Vantu-hegy városa területén viszont a síremlékek mellett egy jelentős palota maradványai is előkerültek. |                                                            |

| | Makaó történelmi városközpontja |
| 2005 |                                 |
| Kulturális (II)(III)(IV)(VI) |                                 |
| Védett terület: 16,16 ha, puffer zóna: 106,79 ha, hivatkozás: 1110 |                                 |
| A nemzetközi kereskedelem fejlődésében stratégiai fontosságú Makaó a Kína és a nyugat közötti kapcsolatok egyik szimbóluma, a legkorábban európaiak által lakott város Kelet-Ázsiában. Már a portugálok érkezése előtt is ismert halász- és menedékhely volt. A terület a 16. század és 1999 között portugál fennhatóság alatt állt. A helyszín a Makaó-félszigetből, valamint Taipa és Coloane szigetekből áll. A történelmi belvárosban ötvöződnek a kínai és portugál stíluselemek. Már a 16. században katolikus templomok sora épült fel a területen, majd a 17. században védműveket emeltek a támadások ellen. A 19. század végén tehetős családok költöztek ide, majd 1949 után a Kínából menekülők egyik célpontjává vált. A város 1999 után lett újból Kínai Népköztársaság része. Két védett zónája van, az egyik terekből és épületekből áll a legfontosabb főút mellett, a másik a Goa-domb, az azonos nevű kápolnával, erőddel és világítótoronnyal. A város főterén a szökőkutak, kövezett sétálóutcák és feltűnő épületek közelében áll a Szent Pál-katedrális 19. században újjáépített homlokzata. Jelentős műemléképületnek számít a 16. században alapított Szent Domonkos-templom is. |                                 |

| | A szecsuáni óriáspanda-rezervátum |
| 2006 |                                   |
| Természeti (X) |                                   |
| Védett terület: 924 500 ha, puffer zóna: 527 100 ha, hivatkozás: 1213 |                                   |
| Az óriáspanda-rezervátum Délnyugat-Kínában, Szecsuan tartományban található, s a veszélyeztetett óriáspandák populációjának több mint 30%-ának ad otthont, így az óriáspandák egyik legfontosabb élőhelyének számít. A 9245 km² kiterjedésű rezervátum magába foglal hét természetvédelmi területet és további kilenc védett parkot. Az óriáspandák mellett a rezervátum menedékhelyül szolgál más veszélyeztetett fajoknak, mint például a vörös panda, a hópárduc és a ködfoltos párduc. A trópusi esőerdőkön kívül itt található a világ legnagyobb biodiverzitású növénylelőhelye 5000-6000 növényfajjal, köztük a pandák egyetlen táplálékának számító bambusszal. A park növényzete a harmadidőszak őstrópusi erdeihez hasonlatos. |                                   |

| | Jin Hszü régészeti lelőhely |
| 2006 |                             |
| Kulturális (II)(III)(IV)(VI) |                             |
| Védett terület: 414 ha, puffer zóna: 720 ha, hivatkozás: 1114 |                             |
| Jin Hszü Kína egyik legősibb fővárosa, nevének jelentése szó szerint "Jin romjai". A Sang-dinasztia utolsó fővárosa volt, tizenkét királynak volt itt székhelye időszámításunk előtt 1350 és 1046 között. A város régészeti jelentősége abban áll, hogy innen kerültek elő a legősibb ismert jóslócsontok (számuk 100 ezer körülire tehető), vagyis innen származnak a kínai írás legelső ismert emlékei. Jin Hszüt 1899-ben fedezték fel újra. Az Anjang közelében feltárás a modern Kína legnagyobb régészeti lelőhelye 30 km²-es területével. 80 épületet tártak fel, köztük, palotákat, szentélyeket, sírokat és műhelyeket. A feltárással bizonyítani tudták az addig legendás Sang-dinasztia létét, így a kínai államiság történetét hatszáz évvel meghosszabbíthatták. |                             |

| | Kajping Tiaolu |
| 2007 |                |
| Kulturális (II)(III)(IV) |                |
| Védett terület: 371,94 ha, puffer zóna: 2 738,05 ha, hivatkozás: 1112 |                |
| A helyszínhez a Dél-Kínában fekvő Kajping tornyai és a környező falvak tartoznak. Ezek a tornyok az úgynevezett tiaoluk többszintes, védhető, toronyszerű házak, amelyek a Ming-kortól kezdve terjedtek el Kuangtung tartományban. Négy csoportban álló tornyok közül húsz tartozik a helyszínhez. Összesen 1833 ilyen jellegű torony áll, amelynek majdnem kilencven százalékát 1900 és 1931 között építették. A tornyokat a 19. század közepén indult kivándorlási hullám után meggazdagodva hazatérők építették a rablótámadások megelőzésére amelyeket a hazatelepülők gazdagsága váltott ki. A legfontosabb tornyok feltűnő elhelyezkedése is a jólét megnyilvánulása volt. Kőből, téglából, vályogból vagy betonból készültek, építésük során a helyi építészeti jellegzetességeket európai és amerikai stíluselemekkel ötvözték. A legtöbb torony tetején árkádos erkélyt vagy teraszt alakítottak ki és itt helyezték el az ősök szentélyét is. Az épületek három csoportba oszthatók, egy részük őrtoronyként funkcionált, más részüket közösség toronyként használtak menedékhelynek több család számára, a harmadik típusba tartozók voltak a gazdag családok megerősített lakhelyei. |                |

| | Dél-kínai karszt |
| 2007, kiterjesztés: 2014 |                  |
| Természeti (VII)(VIII) |                  |
| Védett terület: 97 125 ha, puffer zóna: 176 228 ha, hivatkozás: 1248 |                  |
| Dél-Kínában található a világ legnagyobb karsztvidéke, félmillió négyzetkilométeres területéből ezer négyzetkilométer tartozik a helyszínhez. A savas reakciók következtében kialakult képződmények a dél-kínai táj legjellegzetesebb elemei különböző földrajzi és éghajlati környezetben találhatók. A mészkőformák rendkívül változatosak megtalálhatók közöttük kúpok, tornyok, kőerdők, mélyen barázdált mészkőcsúcsok, mélyedésekkel tagolt karsztfennsíkok, üregek fölötti kőhidak, szigethegyek, hasadékok és üregek, valamint a barlangokban függő és álló cseppkövek. A karsztvidék kialakulása több száz millió éve kezdődött és jelenleg is tart, három fő része a Si Lin-karszt, a Lipo-karszt és a Vulung-karszt. Az elsőre a kőerdők jellemzőek, a második a kúpból a toronykarsztba való átmenet egyik példája, míg a harmadik jellegzetességei a barlangok, a szurdokok és a víznyelők. A Lipo-karszt biológiai sokféleségéről is ismert számos endemikus és veszélyeztetett fajjal. A karsztvidéken élők életmódja is alkalmazkodott a különleges terepviszonyokhoz, egyes mészkőformák (főleg a kőerdők) hatást gyakorolnak kultúrájuk minden területére. |                  |

| | Fucsien földházai |
| 2008 |                   |
| Kulturális (III)(IV)(V) |                   |
| Védett terület: 152,6 ha, puffer zóna: 934,5 ha, hivatkozás: 1113 |                   |
| A helyszínhez negyvenhat közösségi földház vagy gyűrűház tartozik Fucsien tartomány hegyes vidékén. A rizs-, tea- és dohányültetvények között álló házakat a 12. és a 20. század között építette a hakka népcsoport védelmi célokra, a legkifinomultabb épületek a 17. és a 18. századból származnak. Felülről nézve stadion jellegűek. A vert falú, 2-5 emeletes, lelógó eresszel ellátott cseréptetős házak gyűrű vagy négyzet alakban egy központi udvar köré épültek, egy bejárattal és csak néhány külső ablakkal rendelkeznek. Egy-egy ilyen ház egy egész nemzetségnek, esetenként akár nyolcszáz főnek is otthon ad, méreteik és szerkezetük garantálta a lakók védelmét, gyakorlatilag bevehetetlen erődök voltak. A környezettudatos épületek alsóbb szintjeit kövekkel erősítették meg, a felsőbb emeleteken lőréseket alakítottak ki. A megerősített főkapu védelmére a tűzzel való támadások ellen víztartályokat szereltek fel. A tulou-nak nevezett házak belső részei éles ellentétben állnak a védelmi célokra kialakított külsejükkel, ott ügyeltek a lakók kényelmére és a lakásokat/közösségi tereket időnként gazdagon díszítették. |                   |

| | Szancsing-hegy Nemzeti Park |
| 2008 |                             |
| Természeti (VII) |                             |
| Védett terület: 22 950 ha, puffer zóna: 16 850 ha, hivatkozás: 1292 |                             |
| A Csianghszi tartományban fekvő Szancsing-hegy Nemzeti park különleges alakú sziklaképződményeiről és vízeséseiről nevezetes. A Hujaiju-hegység nyugati végén található védett övezetből 230 négyzetkilométernyi tartozik a helyszínhez, ennek tengerszint feletti magassága körülbelül 1000 és 1800 méter között váltakozik. Legmagasabb pontja az 1018 méter magas Hujaiju-csúcs. A leglátványosabb 48 csúcs és 89 pillér alakú gránitszikla viszonylag kis területen koncentrálódik. A hely geológia kutatások fontos helyszíne. A tájkép jellegzetes elemei a sziklákból vízszintesen kinövő fák. A területet nagyrészt erdő borítja (örökzöld és esőerdők), gyakran változó időjárása szubtrópusi, monszun és tengeri éghajlati hatások következménye. A nemzeti parkban számos forrás, tó és vízesés is megtalálható, ez utóbbiak közül több eléri a hatvan méteres magasságot is. A gyakori köd és a párafoltok az egyébként is különleges tájon szokatlan fényhatásokat hoznak létre. A Szancsing-hegy természeti szépségei mellett fontos taoista helyszín is templomokkal és kőfaragásokkal, körülbelül négyszáz éve a taoizmus egyik szent helyének számít. |                             |

| | Vutaj-hegy |
| 2009 |            |
| Kulturális (II)(III)(IV)(VI) |            |
| Védett terület: 18 415 ha, puffer zóna: 42 312 ha, hivatkozás: 1279 |            |
| A Sanhszi tartományban fekvő Vutaj-hegy öt lapos, teraszos csúcsával a buddhizmus négy kínai szent hegyének egyike. Az első buddhista szerzetesek már időszámításunk kezdete előtt megjelentek a területen. A hegy több mint ezer éven keresztül császári védelem alatt állt, völgyeiben az i. sz. 1. század és 20. század között száz kolostornál is többet építettek. Az itteni épületek komoly hatást gyakoroltak az ország palota- és templomépítészetére. Egyikük, a 10. század közepén épült Foguang-templom Kína egyik legrégebbi faépítménye. A hagyomány szerint a hely a buddha egyik tanítványának Mandzsusrínak, a bölcsesség bodhiszattvájának, a megvilágosodottnak a lakhelye, kultuszának központja. Csak az ő tiszteletére 53 kolostort illetve templomot emeltek a területen. Az évszázadok során a tájat a kolostorok mellett szobrokkal, sztélékkel, valamint színes imazászlókkal díszítették. Az épületeken nyomon követhető a buddhista építészet fejlődésének minden szakasza. A hegycsúcsokon kívül a táj jellegzetességei a havas hegycsúcsok, a fenyőerdők és mezők, amelyek az épített örökséggel együtt a 17. század óta gyakran megjelennek művészi alkotásokon is. |            |

| | Tanhszia |
| 2010 |          |
| Természeti (VII)(VIII) |          |
| Védett terület: 82 151 ha, puffer zóna: 136 206 ha, hivatkozás: 1335 |          |
| A thanszia-tájformák olyan felszínformák Délnyugat-Kínában amelyek vörös homokkő (és nem mészkő) üledékes kőzetet tartalmaznak. Egy nagy belső medence helyén az évmilliók során kiemelkedtek, a vörös kőzetrétegek felülre gyűrődtek, majd az erózió következtében lekoptak. Az egyedülálló dél-kínai terepformák nevüket a Tanhszia-hegyről kapták, amely az ilyen típusú képződmények egyik leghíresebb példája. A hegység helyén lévő egykori medence vastartalmú kőzetei oxidálódtak, a ma is látható alakzatok ennek köszönhetik jellegzetes vörös színüket. A világörökségi helyszínhez hat szubtrópusi terület tartozik Hunan, Fucsien, Csianghszi, Kujcsou, Csöcsiang és Kuangtung tartományokban, ahol a változatos sziklaalakzatok, természetes oszlopok, tornyok mellett látványos szakadékok, völgyek, meredek szurdokok, tavak és keskeny vízesések is megtalálhatók. Növénytakarója örökzöld szubtrópusi, amelynek fennmaradásához hozzájárul az erősen tagolt táj. Növény és állatvilága változatos, az itt élő fajok közül mintegy négyszáz ritkának vagy veszélyeztetettnek számít. |          |

| | Tengfeng történelmi emlékei |
| 2010 |                             |
| Kulturális (III)(VI) |                             |
| Védett terület: 825 ha, puffer zóna: 3438,1 ha, hivatkozás: 1305 |                             |
| A Honan tartományban emelkedő Szong-szan Kína egyik legfontosabb szent hegye, az ég és föld között kapcsolatot megvalósító hegykultusz egyik központja. A lábánál felépült Tengfeng város közelében egy negyven négyzetkilométeres körön belül nyolc épületcsoport található köztük Kína legrégebbi vallási építményeivel, valamint rituális, tudományos és nevelési célokat szolgáló épületegyüttesekkel. A hely a konfuciánus kultúra egyik központja és a buddhista hagyomány szerint 520-tól itt alakult ki a zen buddhizmus. A három Hancsüe-kapu maradványai Kína legkorábbi vallási építményei közé tartozik. A hagyomány szerint a hely híres saolin kolostorában alakultak ki egyes kínai harcművészetek kezdetleges formái. A kor csillagászatában jelentős szerepet töltött be a tengfengi csillagvizsgáló, ami az ország legrégebbi hasonló jellegű épülete. Segítségével a 13-14. században ki tudták számítani hogy a Föld mennyi idő alatt kerüli meg a Napot, így lehetővé vált naptárak készítése is. Figyelemre méltó a Csokung-szentély napórája is. |                             |

| | A Nyugati-tó és Hangcsou történelmi városa |
| 2011 |                                            |
| Kulturális (II)(III)(VI) |                                            |
| Védett terület: 3 322,88 ha, puffer zóna: 7 270,31 ha, hivatkozás: 1334 |                                            |
| A tavat három oldalról hegyek, a negyedik oldalról Hangcsou városa veszi körbe. A táj évszázadokon keresztül, a Tang-dinasztia korától megihlette az írókat és a művészeket. A tavat és környékét mesterséges díszítőelemekkel igyekeztek még szebbé tenni, utakat, mesterséges szigeteket építettek a tó területére, a mellette lévő hegyek lábánál templomokat, pagodákat, pavilonokat emeltek és kerteket alakítottak ki. A legfontosabb díszítőelemeket – két utat és három mesterséges szigetet – a 9. és a 12. század között építették. Az építési folyamatot dokumentálták, a legkorábbi feljegyzések a 10. századból valók. A táj és a mesterséges elemek összhatása olyan harmonikus, hogy széles körben próbálták utánozni például a Pekingi Nyári Palotában és jelentősen hatott egész Kelet-Ázsia kertépítészetére. A tónak és három oldalának látképe az elmúlt ezer év alatt szinte semmit nem változott. A negyedik oldalon a legutóbbi ötven évben város (amely az elmúlt tíz évben egy nyolcmilliós településsé vált) folyamatos terjeszkedése veszélyezteti az összképet. |                                            |

| | Xanadu |
| 2012 |        |
| Kulturális (II)(III)(IV)(VI) |        |
| Védett terület: 25 131,27 ha, puffer zóna: 150 721,96 ha, hivatkozás: 1389 |        |
| A Kínai nagy faltól északra egy füves sztyeppén található Xanadu Kubiláj kán legendás fővárosának romjait foglalja magába, amelyet tanácsadója elképzelései alapján 1256-ban kezdtek építeni. A település 1274 és 1364 között a Jüan-dinasztia nyári fővárosa volt. A 25 000 hektáron elterülő városban megpróbálták összhangba hozni a nomád mongol hagyományokat a letelepedett kínai han tradíciókkal. A környék szemtanúja volt a két népcsoport közötti összecsapásoknak és békés együttélésének is. A várostervezésnél érvényesültek a kínai feng shui elvei is, a városkép összhangban áll közeli folyóval és hegyekkel. Xanadu 1430 körül elnéptelenedett, mai kiterjedt régészeti helyszínén a település 13. és 14. századi épületeinek és városszerkezetének maradványai találhatók. Városrészeinek elrendezése (a palotaváros, a császári város és a külső város) a tradicionális közép-kínai várostervezési hagyományokat követi, de felismerhetőek rajta a nomád törzsek találkozó- és szálláshelyeinek kialakításakor alkalmazott módszerek is. Ez a kettősség jellemző a palota és templomépületekre is amelyek egy részét feltárták, dokumentálták majd visszatemették. |        |

| | A csengcsiangi fosszíliaegyüttes védett területe |
| 2012 |                                                  |
| Természeti (VIII) |                                                  |
| Védett terület: 512 ha, puffer zóna: 220 ha, hivatkozás: 1388 |                                                  |
| A Jünnan tartományban található fosszília lelőhely a korai Kambrium földtörténeti korból származó kövületeiről nevezetes. A maradványok 530 millió évesek is lehetnek, ekkor egy földtörténeti szempontból viszonylag rövid idő alatt alakult ki majdnem minden nagyobb állatcsoport. A helyszín rendkívül jó állapotú maradványai képet adnak egy korai kambrium kori tenger életközösségről, egy teljes ökoszisztémáról. Egyike a legkorábbi ebből a korból származó lelőhelynek. Egyes gerinces és gerinctelen állatoknak még lágy szövetei is felismerhetőek. Jelentősek a puhatestű állatok maradványai is, mivel ezek viszonylag ritkán kerülnek elő. Majdnem az összes itt talált puhatestű eddig csak erről a lelőhelyről ismert. Eddig tizenhat állattörzset dokumentáltak, valamint ismeretlen állatcsoportokat és 196 fajt. Algák, szivacsok maradványai is előkerültek és itt találták meg a legkorábbi ismert csalánozók, gerinchúrosok, bordásmedúzák és gerincesek kövületeit is. A maradványokat tartalmazó sziklákat egy puffer zóna veszi körül, itt korábban foszfátbányák üzemeltek, ezeket azonban 2008 után bezárták. A terület nagy része erdős és jelenleg nem folytatnak benne káros emberi tevékenységet. |                                                  |

| | Hani rizsteraszok |
| 2013 |                   |
| Kulturális (III)(V) |                   |
| Védett terület: 16 603,22 ha, puffer zóna: 29 501 ha, hivatkozás: 1111 |                   |
| A kultúrtáj 16 603 hektáron terül el Jünnan tartomány déli részén a Hong folyó partján. A táj jellegzetességei a hegység lábánál lévő dombokon kialakított látványos rizsteraszok. A térség klímája szubtrópusi, az éves csapadékmennyiség 1400 milliméter körül mozog. Az északnyugatról idevándorolt hanik 1 300 év alatt egy csatornarendszert fejlesztettek ki ami a vizet az erdős hegyvidéki területekről a rizsteraszokra vezeti. Négy főcsatornából 392 elágazást építettek ki, a közösen karbantartott csatornarendszer teljes hossza 445,83 kilométer. A helyszínen egy összetett mezőgazdasági rendszer alakult ki bivalyokkal, szarvasmarhákkal, kacsákkal, halakkal és angolnákkal ami elősegíti a rizstermesztést, a terület fő mezőgazdasági termékét. Az itt élők nyolcvankét faluban laknak amelyek elszórtan fekszenek a teraszok és az erdős hegyvidék között. Egy-egy faluban 50-100 család lakik, a házak körülbelül fele részben vagy teljesen hagyományos építőanyagból és módszerekkel épültek. Az itt élők harmóniában élnek a környezetükkel, vallási életükben a Napot, a Holdat, a folyókat, a hegyeket, az erdőket tisztelik valamint más természeti jelenségeket, köztük a tüzet is. |                   |

| | A Tien-san természeti rezervátumai Hszincsiang tartományban |
| 2013 |                                                             |
| Természeti (VII)(IX) |                                                             |
| Védett terület: 606 833 ha, puffer zóna: 491 103 ha, hivatkozás: 1414 |                                                             |
| A Tien-san egy körülbelül 2 500 kilométer hosszan elnyúló közép-ázsiai hegylánc. A világörökségi helyszín ebből 606 833 hektáron fekszik a hegyvonulat keleti részén egy száraz, mérsékelt övi területen és belenyúlik a Takla-Makán sivatagba is, ami a világ egyik legnagyobb és legmagasabban fekvő sivataga. A hegyvidék jellegzetességei a magas hegycsúcsok, a mély völgyek, gleccserek, mezők, sztyeppék és mocsaras területek, a sivatagé a nagyméretű homokdűnék és a heves homokviharok. A hely ökoszisztémái a Pliocén földtörténeti korban alakultak ki, megőrződtek, és jelenleg is fejlődnek. A magashegyi ökoszisztémák között egyedülállónak számítanak mivel két sivatag között száraz, mérsékelt övi éghajlaton alakultak ki. Az északi és déli fekvésű hegyoldalak változatos élővilága jelentősen különbözik egymástól ritka, veszélyeztetett és endemikus fajokkal. A terület gyakorlatilag teljesen mentes az emberi hatástól, a helyszín lakatlan és infrastruktúra nélküli. A térségben távolabb folytatnak bányászati tevékenységet de ez nem veszélyezteti a helyszínt amihez 491 103 hektár puffer zóna is tartozik. |                                                             |

| | A selyemút |
| Kazahsztán, Kirgizisztán és Kína közös világörökségi helyszíne |            |
| 2014 |            |
| Kulturális (II)(III)(V)(VI) |            |
| Védett terület: 42 668,1 ha, puffer zóna: 189 963,1 ha, hivatkozás: 1442 |            |
| A 35 000 kilométer kiterjedésű selyemút egy 5000 kilométeres szakasza Kazahsztán, Kirgizisztán és Kína közös világörökségi helyszíne. Az útrendszer évezredeken keresztül összekötötte Ázsia keleti részét az Indiai szubkontinenssel, Közép- és Nyugat-Ázsiával valamint a Közel-Kelettel, és komoly szerepet játszott a világ több nagy civilizációjának fejlődésében. Bár az útvonalak egy részét már évezredekkel korábban is használták az úthálózat az i. e. 2. században kezdett el kialakulni, amikor jelentősen megnőtt szállított áru mennyisége. Végső formáját az i. sz. 1. századra nyerte el, virágkorát a 6. és a 14. század között élte és egészen a 16. századig használatban maradt. A világörökségi helyszínhez tartozó szakasz 33 eleme fővárosokat, palotákat, birodalmakat, királyságokat, erődöket, emlékműveket, a kínai nagy fal egyes részeit, buddhista barlangtemplomokat, vallási épületeket stb. kötött össze. Az úton főleg nyersanyagokat, élelmiszereket, fűszereket és luxusárukat szállítottak teherhordó állatokon valószínűleg több kereskedő közreműködésével. Egyes területeknek bizonyos áruk felett monopóliuma volt, például Kína látta el selyemmel Ázsiát és Mediterrán térséget is.Az út tengerszint feletti magassága -154 és 7400 méter között változik ezért szélsőséges a hőmérséklet ingadozás. Az útvonal egyes részeire extrém szárazság és sivatagi körülmények a jellemzőek, máshol szteppéken, erdőkön keresztül, hegyek között vagy folyók és alpesi tavak mellett halad el. |            |

| | A kínai nagy csatorna |
| 2014, kisebb módosítás: 2016 |                       |
| Kulturális (I)(III)(IV)(VI) |                       |
| Védett terület: 20 819,1 ha, puffer zóna: 55 629 ha, hivatkozás: 1443 |                       |
| A nagy csatorna egy kiterjedt csatornarendszer északkeleti és középkeleti síkságain Pekingtől Csöcsiang tartományig. Építését különböző szakaszokban az i. e. 5. században kezdték el, és először a Szuj-dinasztia idején az i. sz. 7. században kötötte össze a birodalom egyes részeit. A későbbi dinasztiák is gondot fordítottak karbantartására és befejezésére. Ez a rendszer volt az ipari forradalom előtti kor legnagyobb és legkiterjedtebb civil mérnöki teljesítménye. A 13. századra összesen több mint kétezer kilométernyi csatornahálózatot hoztak létre, Kína nagy folyó közül ötöt kötött össze. A birodalom szárazföldi összeköttetéseinek gerincét képezte, többek között gabonát, rizst és nyersanyagokat szállítottak rajta és megkönnyítette az állami adminisztrációt is. Nagymértékben hozzájárult a térség gazdasági fejlődéséhez és stabilitásához, jelenleg is használatban van és összekötő szerepet tölt be. A világörökségi helyszínhez a csatornarendszer 49 szakasza tartozik, ezek 18 különböző térségben helyezkednek el. |                       |

| | Tu-sze területek |
| 2015 |                  |
| Kulturális (II)(III) |                  |
| Védett terület: 781,28 ha, puffer zóna: 3 125,33 ha, hivatkozás: 1474 |                  |
| A tu-sze egy örökletes cím volt a 13. és a 20. század között, az a törzsfőnök viselte akit a központi kormány is elismert mint a területet birtokló törzs vezetőjét. Ez az államigazgatási rendszer arra törekedett, hogy egységesítse a központi adminisztrációt, ugyanakkor ne avatkozzon bele a kisebbségben élők szokásaiba és életvitelébe. A helyszín három részből áll az ország délnyugati részén Hunan, Hupej és Kujcsou tartományokban, ezek közül kettő legmagasabb, míg a harmadik egy alacsonyabb rangú tu-sze törzséhez tartozott. A lelőhelyeken erőd, falak, vízelvezető csatornák, temetkezési helyek maradványai láthatók. A maradványok egyes részeit erózió, földcsuszamlások és a heves esőzések is fenyegetik, ezen kívül problémát jelent a turisták számának jelentős növekedése is. |                  |

| | Sennungcsia |
| 2016, kisebb módosítás: 2021 |             |
| Természeti (IX)(X) |             |
| Védett terület: 73 318 ha, puffer zóna: 41 536 ha, hivatkozás: 1509 |             |
| Sennungcsiában található Kína középső részének legnagyobb megmaradt őserdője és egyike az ország három központjának ahol a legtöbb endemikus növényfaj él. A hegyvidéki területen fekvő 74 000 hektáros védett terület rendkívüli fajgazdagságát már a 19. században felismerték, 1884 és 1889 között a környéken több mint ötszáz új fajt dokumentáltak. A 19. és a 20. században nemzetközi növénygyűjtő expedíciókat is indítottak a térségbe. A jelenlegi védett terült tizenegy vegetációs zónából áll, ami a mérsékelt övi lombhullató erdőtől a bokros tisztásokig terjed. 3767 dokumentált növényfaja közül 205 csak itt található meg és további 1793 faj csak Kínában őshonos. Állatvilága is változatos, a több mint 600 gerinces állat közül 92 emlős-, 399 madár- 55 hal-, és 37 hüllőfajt tartanak nyilván. A rovarok közül eddig 4365 fajt azonosítottak. Az itt élő veszélyeztetett állatok közé tartozik az ázsiai aranymacska, az szirti sas, a kínai óriásszalamandra, és az indiai cibetmacska. |             |

| | Hua-hegyi sziklafestmények |
| 2016 |                            |
| Kulturális (III)(VI) |                            |
| Védett terület: 6 621,6 ha, puffer zóna: 12 149 ha, hivatkozás: 1508 |                            |
| A helyszín harmincnyolc sziklafestmény lelőhelyből áll Kína délkeleti részén a vietnámi határ közelében. A sziklafestmények az i. e. 5. század és az i. sz. 2. század között keletkeztek és a térségben elterjedt bronzdobok kultúrájához köthetők. A bronzból készült dobokat napjainkban is a hatalom jelképének tartják Dél-Kínában. Az ábrázolások a sokszor megjelenő dobok mellett az itt élők mindennapi és vallási életét mutatják be. A rajzokat a sziklafalak felső részére festették ahol jobban ki voltak téve az időjárás hatásainak, ennek ellenére jó állapotban maradtak fenn. A területen számos helyen találtak hasonló festményeket, a harmincnyolc helyszínbe a legjobb állapotú ábrázolások kerültek be. A térséget az itt lakók ma is spirituális központnak tekintik, ahol szertartásokat tartanak és áldozatokat mutatnak be. |                            |

| | Kulangszu szigete |
| 2017 |                   |
| Kulturális (II)(IV) |                   |
| Védett terület: 316,2 ha, puffer zóna: 886 ha, hivatkozás: 1541 |                   |
| Kulangszu Hsziamen város egyik kis szigete a Csiulung folyó tölcsértorkolatánál, Kína délkeleti részén, Fucsien tartományban. A városban 1843-ban nyitották meg a nemzetközi kikötőt és a szigeten 1903-tól külföldiek telepedtek le. Ekkortól a stratégiailag fontos helyen fekvő sziget Kína külkereskedelmének és a külvilággal való kapcsolattartásának egyik fontos központjává vált. Kulangszu építészetén felismerhetőek ennek a kulturális keveredésnek a nyomai, a különböző eredetű stílusjegyek egymásra hatása. A településen hagyományos fucsieni, nyugati neoklasszicista, Art déco stílussal ötvözött 20. századi modern stílusú, valamint a gyarmati építészet hagyományait követő épületek is találhatók. |                   |

| | Csinghaj Höh Sil természetvédelmi terület |
| 2017 |                                           |
| Természeti (VII)(X) |                                           |
| Védett terület: 3 735 632 ha, puffer zóna: 2 290 904 ha, hivatkozás: 1540 |                                           |
| A Csinghaj tartományban a Tibeti-fennsík északkeleti részén található természetvédelmi terület több mint 4500 méteres tengerszint feletti magasságban fekszik. Az éves átlaghőmérséklet 0 °C fok alatt marad, ezért a helyszín különleges klimatikus és földrajzi viszonyai egyéni ökoszisztémát alakítottak ki. Az itt élő növényfajok egyharmada és az összes növényevő emlős csak ezen a fennsíkon fordul elő. A kiterjedt hegyvidéki tájakból és sztyeppékből álló védett terület biztosítja egyes vándorló állatfajok útvonalát, köztük olyan veszélyeztetett állatfajét is mint a Tibeti antilop, ami szintén csak a Tibeti-fennsíkon található meg. |                                           |

| | Fancsing-san |
| 2018 |              |
| Természeti (X) |              |
| Védett terület: 40 275 ha, puffer zóna: 37 239 ha, hivatkozás: 1559 |              |
| Facsing-san, a Kína délnyugati részén Kujcsou tartományban elterülő hegyvidék legmagasabb csúcsa. Tengerszint feletti magassága 500 és 2750 méter között váltakozik, ami változatos vegetáció kialakulását tette lehetővé. Egy karsztvidék része, jellegzetességei a különböző formájú sziklaalakzatok amelyek számos növény és állatfajnak biztosítanak élőhelyet. Sok itt élő növény- és állatfaj a harmadidőszakban alakult ki, valamikor a 65 és 2 millió évvel ezelőtti korban. A helyszín elszigeteltsége nagyfokú biodiverzitáshoz vezetett nagyszámú endemikus és veszélyeztetett élőlénnyel. A terület arról is nevezetes, hogy itt található a szubtrópusi régió legnagyobb és legösszefüggőbb ősbükkös erdeje. |              |

| | Liangcsu régészeti feltárása |
| 2019 |                              |
| Kulturális (III)(IV) |                              |
| Védett terület: 1 433,66 ha, puffer zóna: 9 980,29 ha, hivatkozás: 1592 |                              |
| Az i. e. 3300-2300 közé datálható Liangcsu régészeti lelőhely az ország délkeleti részén, a Jangce folyó medencéjében található. A helyszínen a késő neolitikus Kína egy rizstermesztésen alapuló egységes hitrendszerrel rendelkező korai, regionális állama alakult ki. A világörökségi helyszínhez négy különböző terület tartozik, Fansan lelőhely, a felső gát és a völgy szája, az alsó gát a síkságon és maga a város területe. A romok egy kiemelkedő korai városi civilizáció képét mutatják. A településre a tudatos várostervezés volt jellemző, ezen kívül jelentős eredményeket értek el a vízgazdálkodás (vízgyűjtés) területén is. A városban egy hierarchizált népesség élt, ennek bizonyítékai a lelőhelyen feltárt egymástól eltérő temetkezési helyek. |                              |

| | A Pohaj-tenger és Sárga-tenger partvidéke |
| 2019, kiterjesztés: 2024 |                                           |
| Természeti (X) |                                           |
| Védett terület: 188 643 ha, puffer zóna: 80 056 ha, hivatkozás: 1606 |                                           |
| A helyszín árapálysíkságok rendszere amit a legnagyobb ilyen jellegű területnek tartanak a világon. Az árapálysíkságok ugyanúgy mint a mocsarak és sekély vizek rendkívül termékenyek, halban és rákfélékben gazdagok. A helyszín egy olyan part menti területen fekszik ahol a folyami és tengeri ökoszisztémák közel vannak egymáshoz és erőteljesen hatnak a másikra. Az öbölben több nagy folyó (köztük a Jangce és a Sárga-folyó) is lerakja hordalékát, ezek különböző élettér-típusokat biztosítanak az itt élő vándormadaraknak. Több száz költöző madárfaj több millió egyede talál itt pihenőhelyet és táplálékot. A Sárga-tenger árapály területei a Bohái öbölnél globálisan az egyik legfontosabb gyülekezőhelye a vándormadaraknak. Ezt a térséget azok a madárfajok használják pihenésre, vedlésre, áttelelésre és fészkelésre amelyek a Kelet-Ázsia – Ausztrál-Ázsia útvonalon vonulnak. |                                           |

| | Csüancsou történelmi emlékei és helyszínei |
| 2021 |                                            |
| Kulturális (IV) |                                            |
| Védett terület: 536,08 ha, puffer zóna: 11 126,02 ha, hivatkozás: 1561 |                                            |
| A Kína délkeleti partvidékén található, az egykorú arab és nyugati forrásokban Zayton néven ismert Csüancsou kulcsfontosságú kereskedelmi csomópont volt a Szung és a Jüan időszakban a 10. és 14. század között az ázsiai tengeri kereskedelem rendkívül virágzó szakaszában. Egy folyó és a tenger találkozásánál fekszik, délkeleti irányban az óceán felé ami összekötötte a világgal, északnyugatra hegyekkel ami a termelést, szállítási útvonalakkal ami az összeköttetést biztosította. A helyszín többek között vallási épületeket foglal magában beleértve egy 11. századi mecsetet, Kína egyik legkorábbi iszlám építményét, sírokat valamint régészeti maradványok széles skáláját: adminisztratív épületek, kereskedelmi és védelmi szempontból fontos állomások, kerámiagyártó műhelyek, hidak, pagodák és a város akkori közlekedési hálózatának megmaradt elemeit. A kőből készült dokkoknak kereskedelmi és védelmi funkciójuk is volt. A több részből álló helyszín tükrözi a termelés, a szállítás és a kereskedelem összefonódását, valamint azokat a legfontosabb intézményi, társadalmi és kulturális tényezőket, amelyek ezekben a századokban hozzájárultak a település látványos felemelkedéséhez és virágzásához Kelet- és Délkelet-Ázsia kereskedelmi hálózatának egyik tengeri csomópontjaként. |                                            |

| | Teaültetvény kultúrtáj a Jingmai hegységben |
| 2023 |                                             |
| Kulturális (III)(V) |                                             |
| Védett terület: 7 167,89 ha, puffer zóna: 11 927,85 ha, hivatkozás: 1665 |                                             |
| A délnyugat-kínai Jingmai-hegyen található kultúrtájat a Blang és a Dai nép több mint ezer év alatt alakította ki a 10. századtól alkalmazott módszerek alapján. A helyszín egy teatermelő terület, ami öreg tealigeteken belül fekvő, erdőkkel és teaültetvényekkel körülvett régi falvakból áll. A hagyományos, többszintes termesztés módszere (az öreg teafák alatt is termelnek) igazodik a hegy ökoszisztémájához és az ottani szubtrópusi monszun éghajlat sajátos körülményeihez ezen kívül összhangban áll a helyi őslakos közösségek által alkalmazott gazdálkodási módszerekkel is. Kultúrájuk központjában az a hiedelem állt, hogy a teaültetvényeknek, valamint a helyi növény és állatvilágnak lelke van, ezt a hiedelmet fejezték ki a Tea Őshöz kapcsolódó hagyományos szertartások és ünnepségek. |                                             |

| | Peking központi tengelye |
| 2024 |                          |
| Kulturális (III)(IV) |                          |
| Védett terület: 589 ha, puffer zóna: 4 542 ha, hivatkozás: 1714 |                          |
| A történelmi Peking szívében az északról délre haladó központi tengely korábbi császári palotákból és kertekből, áldozati helyekből, ünnepi célokra használt épületekből valamint középületekből áll. Az épületegyütteseken egyaránt felismerhető a város fejlődésének folyamata, a császári dinasztikus rendszer befolyása és a kínai tradicionális várostervezés jellegzetességei. A város alaprajza, úthálózata és összességében a kialakítása az ideális főváros létrehozására törekedett egy ősi szöveg a Kaogongji ("Különféle mesterségek könyve") alapján. A két párhuzamos folyó közötti terület körülbelül 3000 éve lakott, maga a központi tengely a Jüan-dinasztia (1271-1368) idején kezdett kiépülni. A helyszínhez tartozó későbbi épületeket a Ming-dinasztia (1368-1644) idejében emelték és a Csing-dinasztia (1636-1912) korában bővítették és fejlesztették tovább. |                          |

| | Patain-Dzsaran |
| 2024 |                |
| Természeti (VII)(VIII) |                |
| Védett terület: 726 291,4 ha, puffer zóna: 891 114,3 ha, hivatkozás: 1638 |                |
| Az Alasan-fennsíkon, Kína északnyugati részén, a szélsőségesen száraz és mérsékelt övi sivatagi régióban található Badain Jaran-sivatag Kína három sivatagos régiójának találkozási pontjánál fekszik. Ez az ország harmadik legnagyobb sivataga és második legnagyobb mozgó homokdűnékből álló területe. A helyszín jellegzetességei a nagy számban megtalálható rendkívüli méretű dűnék és a köztük lévő tavak. A területen látványos és páratlan geológiai valamint domborzati folyamatok zajlanak. Itt található a világ legmagasabb stabilizálódott homokdűnéje (460 méter magas), és itt fordulnak elő legnagyobb sűrűségben a dűnék közötti tavak. A sivatagos térség másik jellegzetessége a legnagyobb ismert kiterjedésű "éneklő" homokos terület, ami a szél által mozgatott homok által gerjesztett rezgésre utal. A többféle táj életterei változatos élővilágnak nyújtanak élőhelyet. |                |

## Elhelyezkedésük
| A Ming és Csing-dinasztia palotái Taj-hegy Csengtöi nyári rezidencia Omej-hegy Szucsou klasszikus kertjei Vuji-hegy Kajping Tiaolu Tanhszia Hani rizsteraszok Csinghaj Hoh Hszil Fancsing-san                        | Az első Csin császár mauzóleuma Vulingjüan terület Ping Jao Lungmen-barlangok Vutaj-hegy Nyugati-tó és Hangcsou Csüancsou Teaültetvény kultúrtáj Peking központi tengelye                            |
| Vutang-hegység Jünkang-barlangok Fucsien földházai A selyemút A kínai nagy csatorna Tu-sze területek Liangcsu régészeti feltárása Patain-Dzsaran                                                                     | Huanglung Potala palota Nyári Palota és a Császári Kertek Pekingben A Három párhuzamos folyó Makaó Szancsing-hegy Tengfeng Xanadu A Tien-san rezervátumai Sennungcsia A Pohaj-tenger és Sárga-tenger |
| Mokao-barlangok Kínai nagy fal Huang-hegység Csiucsajkou-völgy Konfuciusz temploma Lusan Nemzeti Park Ming és Csing császári sírok A Óriáspanda-rezervátum Csengcsiangi fosszíliaegyüttes Hua-hegyi sziklafestmények | „Pekingi előember" lelőhelye Licsiang óvárosa Mennyei Béke temploma Pekingben Dacu sziklafaragványai Hsziti és Hungcun Csingcseng-hegy Kogurjo Királyság Jin Hszü Dél-kínai karszt Kulangszu szigete |

## Javasolt helyszínek
| Név                                                                                      | Kép | Típus      | Kritérium                     | Év   | Hiv. |
| ---------------------------------------------------------------------------------------- | --- | ---------- | ----------------------------- | ---- | ---- |
| Hezheng emlősfosszília lelőhely                                                          |     | természeti | VIII                          | 2024 |      |
| A Min-folyó torkolata                                                                    |     | természeti | X                             | 2022 |      |
| Hajnan trópusi esőerdői és a Li népcsoport hagyományos települései                       |     | vegyes     | III, V, X                     | 2022 |      |
| A Jünnan-Kujcsou-fennsík látványosságai                                                  |     | természeti | V, VII, VIII                  | 2019 |      |
| Kujcsou triász földtörténeti kori fosszília lelőhelyei                                   |     | természeti | VIII                          | 2019 |      |
| Csingtöcsen császári kemencéi                                                            |     | kulturális | II, III, IV                   | 2017 |      |
| A Guancsen-hegy és a Luja-hegy                                                           |     | természeti | VII, IX                       | 2017 |      |
| Hulunbuir                                                                                |     | vegyes     | III, VII, IX, X               | 2017 |      |
| Csinghaj-tó                                                                              |     | természeti | VII, IX, X                    | 2017 |      |
| Szent hegyek és tavak látványosságai és történelmi helyszínei                            |     | vegyes     | III, V, VI, VII, VIII, X      | 2017 |      |
| Taihang-hegység                                                                          |     | vegyes     | III, VII, VIII, X             | 2017 |      |
| A Csangpaj-hegység hegyi vegetációja és vulkanikus tája                                  |     | természeti | VII, VIII, IX, X              | 2017 |      |
| A Selyemút kínai szakasza (újabb jelölés)                                                |     | kulturális | I, II, III, IV, V, VI         | 2016 |      |
| Hszincsiang jardang                                                                      |     | természeti | VII, VIII                     | 2015 |      |
| Dunhuang jardang Nemzeti Geopark                                                         |     | természeti | VII, VIII                     | 2015 |      |
| Tianzhu-hegy                                                                             |     | vegyes     | II, III, V, VI, VII, VIII     | 2015 |      |
| Csingkangsan (a Vuji-hegy helyszín kiterjesztése)                                        |     | vegyes     | III, VI, VII, X               | 2015 |      |
| Shudao                                                                                   |     | vegyes     | II, III, IV, VI, VII, X       | 2015 |      |
| Tulin Guge látványosságai és történelmi helyei                                           |     | vegyes     | II, III, V, VI, VII, VIII     | 2015 |      |
| A Liao-dinasztia faépületei                                                              |     | kulturális | I, III, IV                    | 2013 |      |
| A Hongshan-kultúra régészeti helyszínei                                                  |     | kulturális | I, III, IV                    | 2013 |      |
| Kína ősi porcelánkészítő helyei                                                          |     | kulturális | II, III, IV                   | 2013 |      |
| SanFang QiXiang, Fucsou                                                                  |     | kulturális | III, IV                       | 2013 |      |
| A Nyugati Hszia-dinasztia császári sírjai                                                |     | kulturális | III                           | 2013 |      |
| Dong falvak                                                                              |     | kulturális | III, IV, V                    | 2013 |      |
| Lingqu-csatorna                                                                          |     | kulturális | I, IV, VI                     | 2013 |      |
| Himalájai tornyok                                                                        |     | kulturális | I, II, III, IV, V             | 2013 |      |
| Az ősi Shu állam régészeti helyszínei                                                    |     | kulturális | I, II, III, V                 | 2013 |      |
| Taklamakán sivatag Populus euphratica erdői                                              |     | természeti | VIII, IX, X                   | 2010 |      |
| Az Altáj-hegység természeti rezervátumai Kínában                                         |     | természeti | VII, VIII, IX                 | 2010 |      |
| A Karakorum és a Pamír természeti rezervátumai                                           |     | természeti | VIII, X                       | 2010 |      |
| A Négy Szent Hegy (a Taj-hegy helyszín kiterjesztése)                                    |     | vegyes     | I, II, III, IV, VI, VII, VIII | 2008 |      |
| Kína italkészítő helyei                                                                  |     | kulturális | III, IV, V                    | 2008 |      |
| Ősi lakóhelyek Shanxi és Shaanxi tartományokban                                          |     | kulturális | II, III, IV, V                | 2008 |      |
| Ming és Qing dinasztiák városfalai                                                       |     | kulturális | III, IV                       | 2008 |      |
| A Nyugati-tó és Csangcsou történelmi városrésze                                          |     | kulturális | III, IV, V                    | 2008 |      |
| Ókori vízparti városok a Jangce folyó déli részén (Luzhi, Zhouzhuang, Wuzhen, és Xitang) |     | kulturális | II, IV, V                     | 2008 |      |
| A Selyemút kínai szakasza                                                                |     | kulturális | I, II, III, IV, V, VI         | 2008 |      |
| Feng-huang ókori város                                                                   |     | kulturális | I, II, III, IV                | 2008 |      |
| Déli Yue állam régészeti helyszínei                                                      |     | kulturális | II, III                       | 2008 |      |
| Baiheliang ősi víz alatti feliratai                                                      |     | kulturális | III, IV                       | 2008 |      |
| A Miao nemzetiség falvai Guizhou tartomány délkeleti részén                              |     | kulturális | I, IV, V, VI                  | 2008 |      |
| Karez-kutak                                                                              |     | kulturális | I, IV, V                      | 2008 |      |
| Lujian király síremléke ("A Ming és Csing császári sírok" helyszín kiterjesztése)        |     | kulturális | II, III, IV, VI               | 2008 |      |
| Yalong, Tibet                                                                            |     | vegyes     | -                             | 2001 |      |
| A Jangce szurdokok látványosságai                                                        |     | vegyes     | -                             | 2001 |      |
| Jinfushan látványosságai                                                                 |     | természeti | VII, VIII, IX                 | 2001 |      |
| Mennyei Gödör és Földhasadék                                                             |     | természeti | VII, VIII, IX                 | 2001 |      |
| Hua Shan látványosságai                                                                  |     | vegyes     | -                             | 2001 |      |
| Yandang-hegy                                                                             |     | vegyes     | -                             | 2001 |      |
| Nanxi folyó                                                                              |     | vegyes     | -                             | 2001 |      |
| Maijishan látványosságai                                                                 |     | vegyes     | -                             | 2001 |      |
| Wudalianchi látványosságok                                                               |     | természeti | VIII, IX                      | 2001 |      |
| Haitan látványosságai                                                                    |     | vegyes     | -                             | 2001 |      |
| A Dali Chanshan hegység és az Erhai tó látványosságai                                    |     | vegyes     | -                             | 2001 |      |
| Dongzhai Kikötő Természeti Rezervátum                                                    |     | természeti | -                             | 1996 |      |
| Kínai aligátor Természeti Rezervátum                                                     |     | természeti | -                             | 1996 |      |
| Poyang Természeti Rezervátum                                                             |     | természeti | -                             | 1996 |      |
| A Lijiang folyó látványosságai Guilinnél                                                 |     | természeti | -                             | 1996 |      |